# Ixobrychus minutus

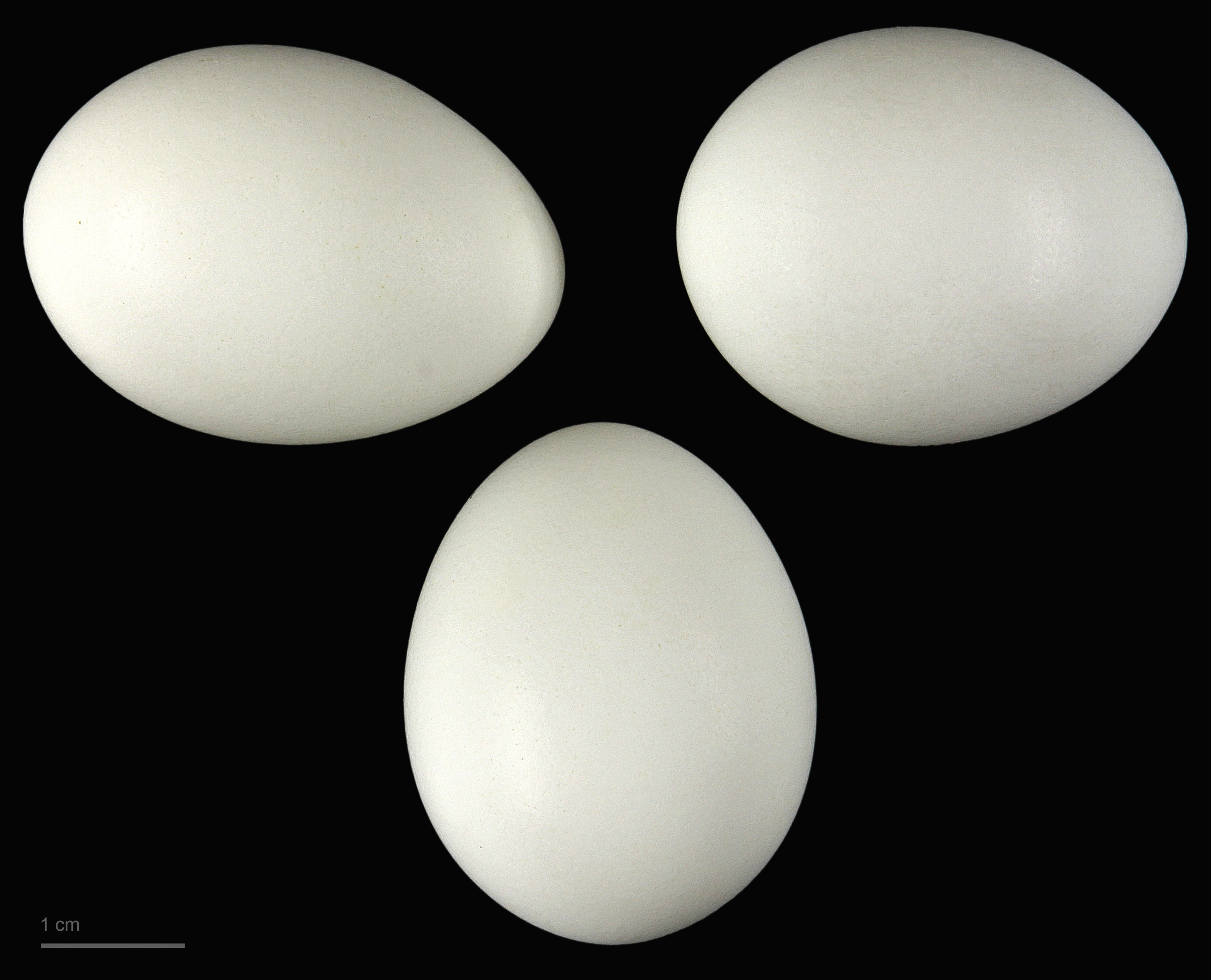
Ixobrychus minutus

Ixobrychus minutus là một loài chim trong họ Diệc.